# Křupky
Křupky (od slovesa křupat) jsou křupavá, většinou slaná pochoutka vyrobená z kukuřičné krupice nebo jiné obilniny extruzní technologií, kdy je obilnina zpracována vlhčením, teplotou (150 °C) a tlakem (2 MPa) na tvárný materiál, z něhož jsou vyráběny požadované tvary výrobku. Tento základ zvaný extrudát je dále zpracováván a ochucován například obalením v drcených arašídech nebo koření.
Křupky se používají jako pochoutka, k zahnání hladu, nebo ke přímé konzumaci. Jsou velmi suché, a proto se konzumují i s nápoji. 
Existují i kukuřičné křupky, které neobsahují žádné arašídy. Křupky vyrobené z obilovin neobsahujících lepek mohou být vhodné pro osoby trpící celiakií. Tyto výrobky však bývají považovány za potenciálně rizikové a stopy lepku se v nich mohou vyskytnout.
Křupky lze koupit ve zdravé výživě, v supermarketech, v obchodech s potravinami i v lékárnách a jejich eshopech. Konzumují se doma, nebo na společenských akcích, podobně jako tyčinky. U dětí jsou křupky velmi oblíbené.

## Rizika
Častá konzumace křupek může být problematická kvůli vysokému glykemickému indexu (snadná stravitelnost) a u některých typů i vysokému obsahu tuku.

## Základní složení
Hlavní složky arašídových křupek jsou následující:
- kukuřičná krupice
- mleté arašídy
- rostlinný ztužený tuk
- sůl
- může obsahovat stopy mléka

## Historie

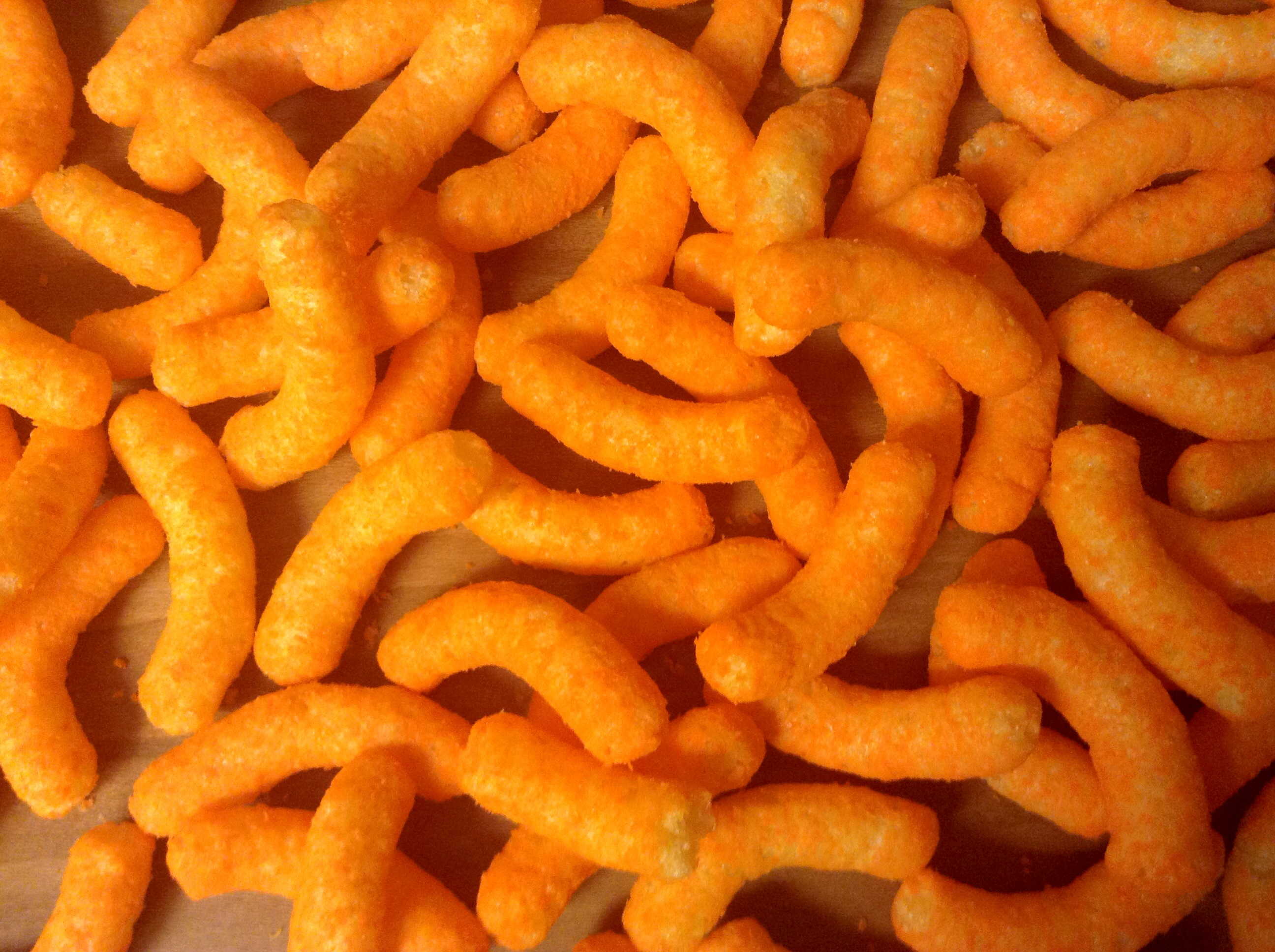
Sýrové křupky (Cheetos)

Výroba extrudovaných kukuřičných křupek začala v americkém Wisconsinu roku 1935. Firma Flakall Corporation objevila tento princip omylem při výrobě krmiva pro hospodářská zvířata, ochucená verze křupek ale rychle získala na popularitě, firma se přejmenovala a začala produkovat i pochutiny pro lidi. V USA jsou populární hlavně sýrové kukuřičné křupky, pod značkou Cheetos se vyrábí od roku 1948.
Arašídové křupky se začaly vyrábět v 60. letech v Izraeli a Německu. Pod značkou Bamba jsou v Izraeli vyráběny už od roku 1964 a jedná se o jednu z nejoblíbenějších izraelských pochutin. V Česku se arašídové křupky začaly vyrábět 1. ledna 1973 v Ostravě-Svinově v křupkárně státního podniku Mlýny Olomouc, dnes Secalo.